# Herrarnas C-2 1000 meter i kanotsport vid olympiska sommarspelen 1996
Herrarnas C-2 1000 meter vid olympiska sommarspelen 1996 hölls på Lake Lanier i USA. 

## Medaljörer
| Gren            | Guld                                     | Silver                                | Brons                                |
| C-2, 1000 meter | Tyskland Gunar Kirchbach Andreas Dittmer | Rumänien Marcel Glavan Antonel Borsan | Ungern György Kolonics Csaba Horváth |

## Resultat

### Heat
| Heat 1 |                                                 |          |    |
| 1.     | Marcel Glavan och Antonel Borsan (ROU)          | 4:06.481 | QF |
| 2.     | Csaba Horváth och György Kolonics (HUN)         | 4:08.709 | QF |
| 3.     | Csaba Orosz och Peter Páleš (SVK)               | 4:12.789 | QS |
| 4.     | Martin Marinov och Blagovest Stojanov (BUL)     | 4:15.529 | QS |
| 5.     | Tomasz Goliasz och Dariusz Koszykowski (POL)    | 4:22.181 | QS |
| 6.     | Park Chang-Gyu och Jeon Gwang-Rak (KOR)         | 4:23.961 | QS |
| 7.     | Steve Giles och Dan Howe (CAN)                  | 4:33.613 | QS |
| 8.     | Vladimir Sjajslamov och Sergej Sjajslamov (UZB) | 4:43.221 | QS |
| 9.     | Pieter Lehrer och Jacob Lehrer (ANT)            | 5:20.421 | QS |
| Heat 2 |                                                 |          |    |
| 1.     | Andreas Dittmer och Gunar Kirchbach (GER)       | 4:00.851 | QF |
| 2.     | Andrew Train och Stephen Train (GBR)            | 4:01.263 | QF |
| 3.     | Dražen Funtak och Ivan Šabjan (CRO)             | 4:02.831 | QS |
| 4.     | José Alfredo Bea och Oleg Shelestenko (ESP)     | 4:05.203 | QS |
| 5.     | Sergej Sergejev och Qajsar Nurmaghambetov (KAZ) | 4:10.399 | QS |
| 6.     | Oleksandr Lytvynenko och Oleksij Ihrajev (UKR)  | 4:13.363 | QS |
| 7.     | Viktor Reneysky och Nicolae Juravschi (MDA)     | 4:25.183 | QS |
| 8.     | Petr Fuksa och Pavel Bednář (CZE)               | 4:25.295 | QS |

### Semifinaler
| Semifinal 1 |                                                 |          |    |
| 1.          | Steve Giles och Dan Howe (CAN)                  | 3:45.077 | QF |
| 2.          | Martin Marinov och Blagovest Stojanov (BUL)     | 3:45.129 | QF |
| 3.          | Oleksandr Lytvynenko och Oleksij Ihrajev (UKR)  | 3:46.845 |    |
| 4.          | Dražen Funtak och Ivan Šabjan (CRO)             | 3:48.677 |    |
| 5.          | Tomasz Goliasz och Dariusz Koszykowski (POL)    | 3:48.721 |    |
| 6.          | Vladimir Sjajslamov och Sergej Sjajslamov (UZB) | 3:57.037 |    |
| Semifinal 2 |                                                 |          |    |
| 1.          | Victor Reneischi och Nicolae Juravschi (MDA)    | 3:44.008 | QF |
| 2.          | Csaba Orosz och Peter Páleš (SVK)               | 3:44.628 | QF |
| 3.          | José Alfredo Bea och Oleg Shelestenko (ESP)     | 3:45.616 | QF |
| 4.          | Sergej Sergejev och Qajsar Nurmaghambetov (KAZ) | 3:51.360 |    |
| 5.          | Petr Fuksa och Pavel Bednář (CZE)               | 3:51.576 |    |
| 6.          | Park Chang-Gyu och Jeon Gwang-Rak (KOR)         | 3:52.044 |    |

### Final
| Gold   | Andreas Dittmer och Gunar Kirchbach (GER)    | 3:31.870 |
| Silver | Marcel Glavan och Antonel Borsan (ROU)       | 3:32.294 |
| Bronze | Csaba Horváth och György Kolonics (HUN)      | 3:32.514 |
| 4.     | Martin Marinov och Blagovest Stojanov (BUL)  | 3:34.382 |
| 5.     | Victor Reneischi och Nicolae Juravschi (MDA) | 3:35.198 |
| 6.     | Andrew Train och Stephen Train (GBR)         | 3:36.694 |
| 7.     | Csaba Orosz och Peter Páleš (SVK)            | 3:36.938 |
| 8.     | José Alfredo Bea och Oleg Shelestenko (ESP)  | 3:37.154 |
| 9.     | Steve Giles och Dan Howe (CAN)               | 3:46.102 |